# Lijst van nummer 1-hits in de Vlaamse Ultratop 50 in 2002
De volgende hits stonden in 2002 op nummer 1 in de Vlaamse Ultratop 50.
| Nummer | Datum        | Artiest               | Titel                      |
| ------ | ------------ | --------------------- | -------------------------- |
| 84     | 5 januari    | Kate Winslet          | What if                    |
|        | 12 januari   | Kate Winslet          | What if                    |
|        | 19 januari   | Kate Winslet          | What if                    |
|        | 26 januari   | Kate Winslet          | What if                    |
|        | 2 februari   | Kate Winslet          | What if                    |
| 85     | 9 februari   | Marco & Sita          | Lopen op het water         |
|        | 16 februari  | Marco & Sita          | Lopen op het water         |
|        | 23 februari  | Marco & Sita          | Lopen op het water         |
| 86     | 2 maart      | Shakira               | Whenever wherever          |
|        | 9 maart      | Shakira               | Whenever wherever          |
|        | 16 maart     | Shakira               | Whenever wherever          |
|        | 23 maart     | Shakira               | Whenever wherever          |
|        | 30 maart     | Shakira               | Whenever wherever          |
|        | 6 april      | Shakira               | Whenever wherever          |
|        | 13 april     | Shakira               | Whenever wherever          |
| 87     | 20 april     | Kate Ryan             | Désenchantée               |
|        | 27 april     | Kate Ryan             | Désenchantée               |
|        | 4 mei        | Kate Ryan             | Désenchantée               |
|        | 11 mei       | Kate Ryan             | Désenchantée               |
|        | 18 mei       | Kate Ryan             | Désenchantée               |
|        | 25 mei       | Kate Ryan             | Désenchantée               |
| 88     | 1 juni       | 112                   | Dance with me              |
|        | 8 juni       | 112                   | Dance with me              |
|        | 15 juni      | 112                   | Dance with me              |
|        | 22 juni      | 112                   | Dance with me              |
| 89     | 29 juni      | Shakira               | Underneath your clothes    |
|        | 6 juli       | Shakira               | Underneath your clothes    |
|        | 13 juli      | Shakira               | Underneath your clothes    |
|        | 20 juli      | Shakira               | Underneath your clothes    |
|        | 27 juli      | Shakira               | Underneath your clothes    |
|        | 3 augustus   | Shakira               | Underneath your clothes    |
| 90     | 10 augustus  | Dynamite & Robsnob    | De pizza dans              |
| 91     | 17 augustus  | Brainpower            | Dansplaat                  |
|        | 24 augustus  | Brainpower            | Dansplaat                  |
| 92     | 31 augustus  | Las Ketchup           | The ketchup song (Aserejé) |
|        | 7 september  | Las Ketchup           | The ketchup song (Aserejé) |
|        | 14 september | Las Ketchup           | The ketchup song (Aserejé) |
|        | 21 september | Las Ketchup           | The ketchup song (Aserejé) |
|        | 28 september | Las Ketchup           | The ketchup song (Aserejé) |
|        | 5 oktober    | Las Ketchup           | The ketchup song (Aserejé) |
|        | 12 oktober   | Las Ketchup           | The ketchup song (Aserejé) |
|        | 19 oktober   | Las Ketchup           | The ketchup song (Aserejé) |
|        | 26 oktober   | Las Ketchup           | The ketchup song (Aserejé) |
|        | 2 november   | Las Ketchup           | The ketchup song (Aserejé) |
|        | 9 november   | Las Ketchup           | The ketchup song (Aserejé) |
|        | 16 november  | Las Ketchup           | The ketchup song (Aserejé) |
| 93     | 23 november  | Nelly & Kelly Rowland | Dilemma                    |
|        | 30 november  | Nelly & Kelly Rowland | Dilemma                    |
|        | 7 december   | Nelly & Kelly Rowland | Dilemma                    |
|        | 14 december  | Nelly & Kelly Rowland | Dilemma                    |
|        | 21 december  | Nelly & Kelly Rowland | Dilemma                    |
|        | 28 december  | Nelly & Kelly Rowland | Dilemma                    |